# Murat Kaya
Pour les articles homonymes, voir Kaya.
Murat Kaya (Hambourg, 15 février 1971) est un auteur de bandes dessinées allemand. 
Il a travaillé pour la version allemande de Mad.

## Prix
4. Preis Workshop "Die Kunst des SPIEGEL" 2005

## Œuvres
- Überleben mit Heuschnupfen (2001)
- Liebesgrüße von der Ex (2003)